# برم دی‌اکسید
برم دی‌اکسید (به انگلیسی: Bromine dioxide) با فرمول شیمیایی BrO۲ یک ترکیب شیمیایی است. شکل ظاهری این ترکیب، بلورهای زرد ناپایدار است.